# Chrobrów
Chrobrów (deutsch: Petersdorf) ist ein Dorf in der Landgemeinde Żagań im Powiat Żagański der Woiwodschaft Lebus in Polen.

## Sehenswürdigkeiten
- Die römisch-katholische Kirche St. Augustinus stammt vom Ende des  13. Jahrhunderts. Während der Reformation war sie 1540–1668 protestantisch. Nach der Rekatholisierung stand sie  1670 unter dem Patronat der Jesuiten und bis zur Säkularisierung 1810 unter dem Patronat des Augustiner-Chorherrenstifts Sagan. Das steinerne Renaissance-Taufbecken wurde um 1580 geschaffen. Die Grabmäler aus Stein stammen aus dem 18. Jahrhundert, das Grabmal aus Gusseisen ist aus dem Jahr 1844. 1930 wurde die Kirche renoviert.
- Der Getreidespeicher und die angrenzenden Wirtschaftsgebäude wurden Mitte des 19. Jahrhunderts errichtet.

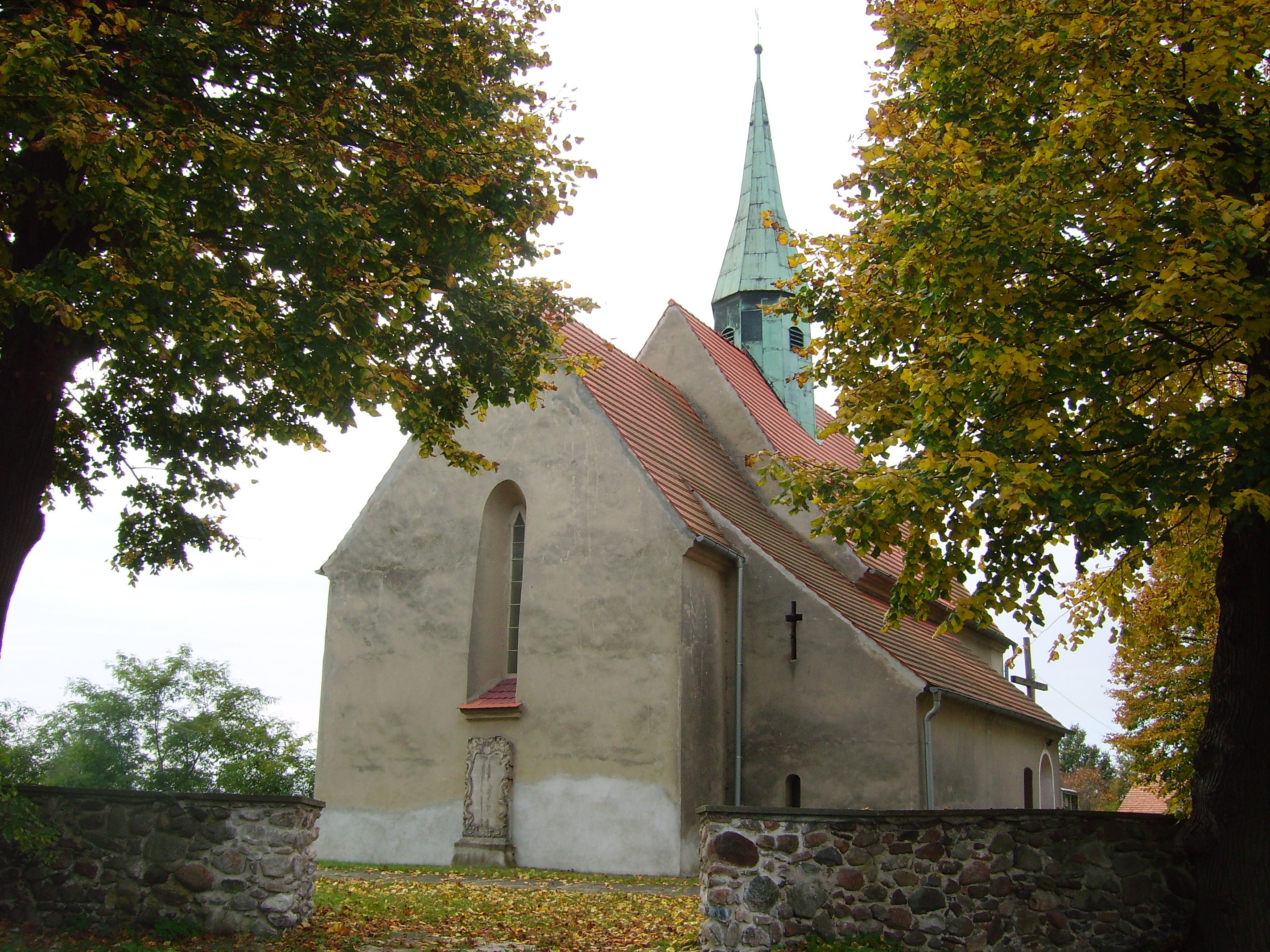
St.-Augustinus-Kirche
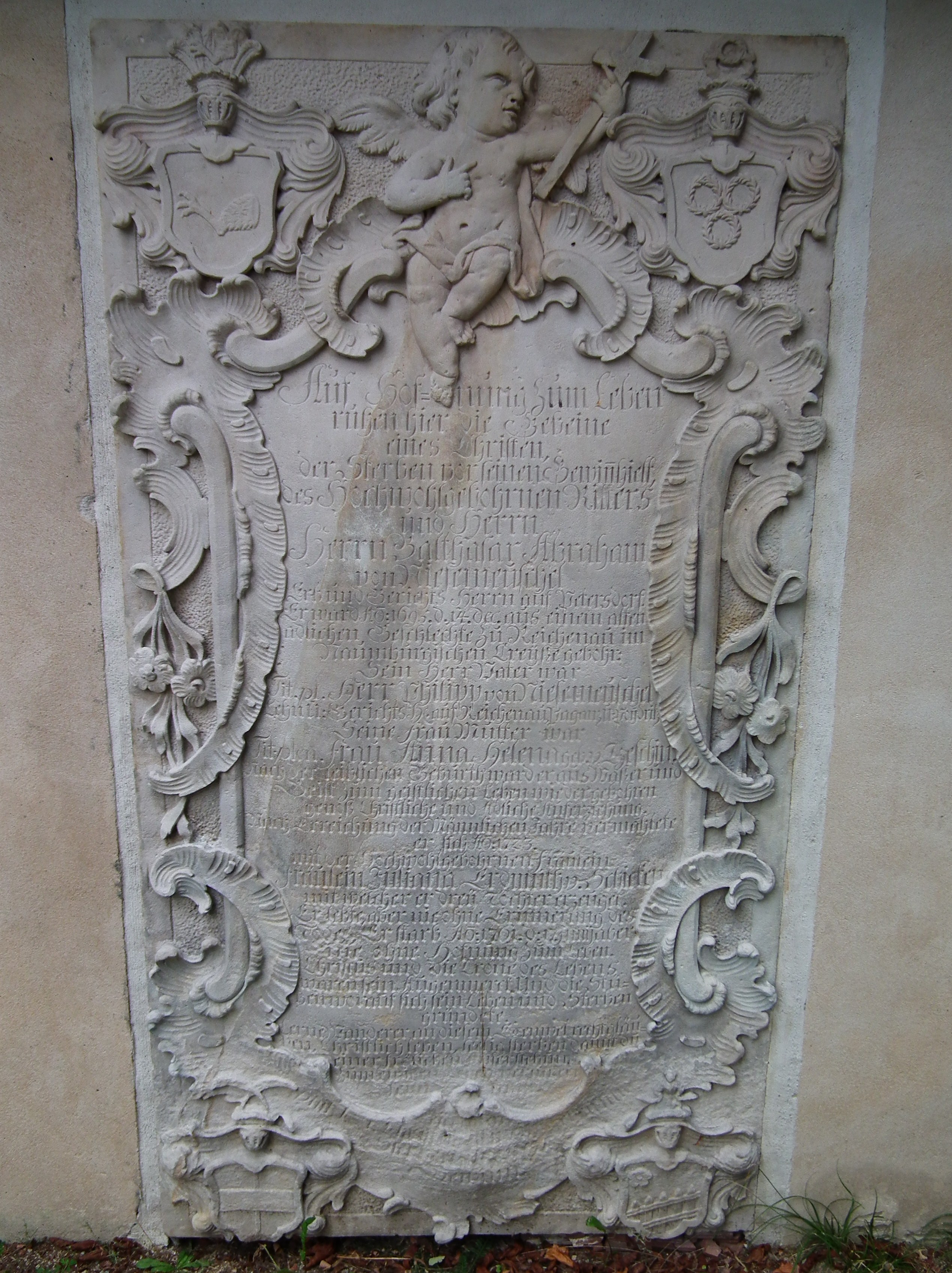
Grabmal
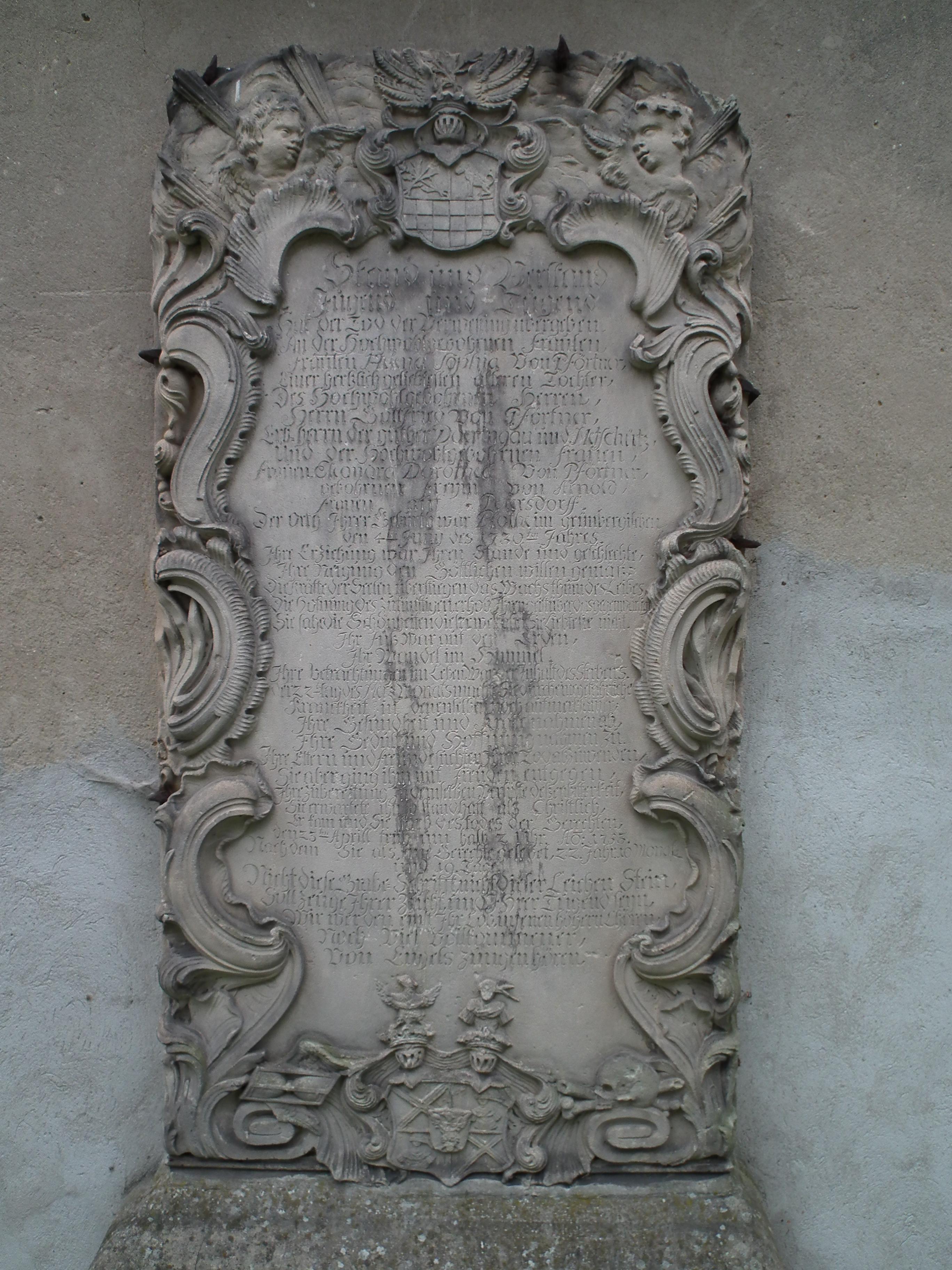
Grabmal